# Augusto Martins Pereira
Augusto Martins Pereira OMAI • ComMAI (Sever do Vouga, 1885 - Albergaria-a-Velha, 1960) foi um empresário visionário e filantropo severense.

## Biografia
Nasceu no seio de uma família modesta, pelo que, dez anos apenas, foi para Lisboa a trabalhar como ajudante de fundição. Por volta de 1903, regressa a Sever do Vouga para trabalhar nas Minas do Braçal. Ainda novo parte para os Estados Unidos da América, onde aperfeiçoa as técnicas de fundição e metalurgia. Regressa a Portugal para se fixar em Ponta Delgada nos Açores, onde em 1907 funda a Fundição Lisbonense. 
Em 1920 vende a fábrica e em 1921 regressa ao continente, fixando-se em Albergaria-a-Velha, onde funda a mais moderna metalurgia de então, com o mesmo nome da anterior, mas que mais tarde se passaria a chamar Fundição Albergariense. Em 1923, a fim de aumentar a produtividade, com 29 sócios locais, constitui a Sociedade Augusto Martins Pereira, Lda. e a empresa começa então a afirmar-se no sector. Já usando a marca “Alba” e tendo-se libertado dos sócios, as Fábricas Metalúrgicas Alba obtêm uma Medalha de Ouro na Exposição Industrial Portuguesa de 1934. A expansão da empresa levou, à construção da grande fábrica de 18.168 m2 numa área total de 22.726 m2, na zona sul da vila.
Recebeu, ao longo da sua vida inúmeras homenagens. A 5 de Outubro de 1936 é feito Oficial da Ordem Civil do Mérito Agrícola e Industrial Classe Industrial pelo Chefe do Estado, e a 5 de Janeiro de 1944 é elevado a Comendador da mesma Ordem e da mesma Classe. As suas fábricas Alba tornar-se-iam o grande motor de desenvolvimento económico e social da região.
O Comendador Augusto Martins Pereira acreditava que, ao proporcionar melhores condições de vida para os seus colaboradores e familiares, a produção seria necessariamente de melhor qualidade. Compra o decrépito Teatro Albergariense e constroi o luxuoso Cine-Teatro Alba; constrói um conjunto habitacional para os quadros superiores da sua fábrica (Bairro Alba, junto à fábrica); compra o Campo das Laranjeiras e transforma-o no Parque de Recreio e Desporto Alba; cria uma Cantina e um Armazém para minorar as dificuldades do abastecimento provocado pela II Guerra Mundial; deita abaixo o imponente mas pequeno e inadaptado hospital, e, com subsídios que obtém do Estado, manda construir um novo, com um edifício anexo para a Sopa dos Pobres, onde se distribuíam dezenas de refeições por dia, em parte por si mantidas. Apoiou ainda, em Sever do Vouga, sua terra natal, a construção de um Cine-Teatro, do Hospital da Misericórdia e da Casa dos Pobres.
Nomeado Presidente da Câmara Municipal (1949-1957), conseguiu importantes subsídios do Governo e fez grande obras de melhoramentos em Albergaria-a-Velha. Faleceu, nesta vila, em Maio de 1960 e o seu funeral foi a expressão do reconhecimento do Concelho pela grande obra desenvolvida.
Em homenagem à sua obra, foi dado o seu nome a uma avenida em Sever do Vouga, frente ao Cine-Teatro que mandou construir (actual Centro das Artes do Espectáculo de Sever do Vouga) e a duas ruas em Albergaria-a-Velha, na cidade frente às instalações da sua fábrica, e na freguesia de Frossos.